# アイドル八犬伝
『アイドル八犬伝』（あいどるはっけんでん）は、ナツメが開発し、1989年9月14日にトーワチキから発売されたファミリーコンピュータ用ゲームソフト。ジャンルはアドベンチャーゲーム。

## 概要
アイドルを目指すことになった少女「西園寺エリカ」が、持ち前の歌唱力を武器に、仲間達と共にエリカをイロモノタレントに引き込もうと企む「暗黒イロモノ軍団」と戦うコメディ仕立てのコマンド選択型アドベンチャーゲーム。
全5章仕立てで、章ごとにパスワードによる再開が可能。一部ゲームオーバーもあるが、直前の場面から何度でも復帰できる。コマンドの数は場面に応じて絞り込まれるため、無駄なコマンドを何度も繰り返す必要はあまりない。また、要所では仲間などからヒントが得られるため、ストーリー進行において行き詰ることはほとんどない。システム周りも同社の『東方見文録』（1988年）のシステムが流用されており、洗練されていてプレイしやすい。
この手のゲームにありがちなコマンド総当たりやミニゲームと言ったプレイ時間を引き伸ばす仕掛けがなく、ストーリーが軽快に進む反面、当時のゲームとして見ても、クリアまでの総時間は非常に短い。これは、上述の東方見文録のシステムを流用したことに加え、（当時としては）かなり大きいキャラグラフィックを使用した歌唱シーンを採り入れたことによる容量不足が要因である。
またストーリーは一本道となっており、いわゆるバッドエンドは1パターンしか収録されていない。これも、企画段階では複数あったパターンが容量不足で削られてしまったためである。
「アイドル歌手」を目指すサクセスストーリーという設定を活かして劇中歌も度々登場し、時に謎解きのヒントにもなるという仕組みになっている。ただしハードの性能上ボーカル入りではなく、内蔵音源によるBGMに合わせて字幕が表示されるのみである。
なお、8人の人間が仲間同士になる、という点以外に『南総里見八犬伝』（1814年）とは何の関係もない。
主題歌の「きみはホエホエむすめ」が『ファミソン8BIT』で桃井はるこに歌唱されたり、24年を経てカラオケ配信されるなど、作品性も含めて時間を経てから評価が高まっていった。
続編の話は何度かあったものの制作には至っていない。原案と脚本を担当した安藤君平はPC-98で発売された『地球防衛少女イコちゃん UFO大作戦』が『アイドル八犬伝』の発展させ、その延長線上につくられたと語っている。

## ストーリー
寿命の訪れを悟った日本有数の大財閥・西園寺家の長老トミコは、3人の孫を呼び寄せ、3ヶ月で最も自分の名を上げる仕事をしたものに遺産を譲ると宣言。優秀な姉2人と比べて何のとりえもない末っ子エリカは、謎の占い師真実イチロウのお告げに従い、唯一の特技である大好きな歌を武器にスーパーアイドルへの道を目指すことになった。そして目標達成の支えになってくれる仲間『八犬士』を探すことに……。

## 登場人物

### 八犬士
主人公エリカを中心とした8人の少女・女性たちの総称。
西園寺エリカ（さいおんじ　-）
本作の主人公で大財閥「西園寺家」の三女。
なんのとりえも無いみそッカスだが歌うことが何より大好き。乳母のミホと真実イチロウの後押しを受け、スーパーアイドルを目指すべく、仲間たちを求めて旅に出る。
奇跡の歌声「ミラクルボイス」の持ち主だが、本人も意識していないところでイロモノの素質をも宿していたため、暗黒イロモノ軍団に付け狙われることになる。
字の多い本とコーヒーが大の苦手。
真実星美（しんじつ　ほしみ）
真実イチロウの孫娘。
祖父と同じく占い師であるとともに、強大なパワーを秘めた予知能力者。星がないと占いの精度が鈍る。いつも冷静沈着だが、太った人が死ぬほど大嫌いで「みるのも　イヤです」と言いきる。
エリカとはとても仲がよく、仲間以上の絆で結ばれている。
「おこたえします」が口癖。
玉鹿ヤヨイ（たましか　-）
銀座一丁目の和菓子屋「たましかや」の跡取り娘。
最初は仲間になってという申し出に興味を示さなかったが、エリカの「勧誘の歌」に負けてあっさり仲間に。
17歳にして株取引の天才であり、店の相続税もその金で払った。エリカ・プロジェクトの財政面を支える。
「こういってはなんだけど」が口癖。
青山ミサオ（あおやま　-）
ヤヨイの友だちの凄腕パソコンマニア少女。
日本一のパソコンマニアを決める勝負でエリカたちに助けられ、仲間に。
性格も容姿も男勝りで、関西弁を操る眼鏡っ娘。
茶畑ヤチヨ（ちゃばたけ　-）
八犬士最年長。男顔負けの体躯を持つ女性。
ジャパン・ナンバーワンと称され、知らない者はモグリとまで言われる敏腕女性プロデューサー。
自身主催のとあるショーにて起きた事件を歌の力で解決に導いたエリカの才能にいち早く着目し、彼女を売り出すため仲間に加わる。
エリカ・プロジェクトの発起人であり、自らその総指揮を執る。
江戸川ムラサキ（えどがわ　-）
昔ながらの職人気質の花火職人たちをまとめる、弱冠18歳の若き女棟梁にしてちゃきちゃきの江戸っ子。
ミドリが率いる暴走族と乱闘騒ぎになったのをきっかけにエリカの仲間となる。
火薬を扱わせたら日本一で、戦闘時にその能力を発揮する。花火を扱う仕事柄、腕っ節もなかなかのもの。
海道ミドリ（かいどう　-）
暴走族を取り仕切る女ヘッド。
ムラサキが取り仕切っていた花火職人たちにちょっかいを出し、乱闘騒ぎを起こしたところをエリカの歌で止められ感動して改心、仲間入りする。
空手三段の武闘派でエリカのボディーガードを務め、持ち前のバイクテクニックによる移動面のサポートも行う。
一枝モモミ（いちえだ　-）
最後の八犬士。
アイドルおっかけのミーハーな少女で、アイドルに関する知識は現役から落ち目まで幅広い。
楽屋に忍び込むのが得意で、どんな所にも苦もなく潜入するという恐るべき特技を持つ。
また、アイドル関係の幅広い知識から、暗黒イロモノ軍団との対決を情報面で支える。

### 暗黒イロモノ軍団
「イロモノ帝国」が率いるイロモノタレント集団。イロモノの力を持ってバカらしくもハッピーな世の中を築くことを信条とし、エリカのイロモノの素質に目をつけ執拗に軍団に引き抜こうと企む。後述のイロモノ四天王メンバーは実在の芸能人パロディであるほか、当時の有名人のパロディキャラクターが多数存在する。
イロモノ四天王（-　してんのう）
イロモノ大王に仕えエリカ達の前に立ちはだかる。四天王の内、やけにくわしを除く3人は実在する芸能人のパロディである。
- ヤモリミユキ（井森美幸）
- われなべトオル（渡辺徹）
- たじろマサシ（田代まさし）
- やけにくわし

情報通でその名の通りやけに詳しい。度々エリカが困った時に現れてヒントをくれるが、その正体はイロモノ四天王の一人。大王の命令でエリカをあえて手助けしていた。乙姫のような髪型が特徴的。
ベン・ベンソン
チーターの着ぐるみを着ている外国人で、何らかのトラブルによって追放された元マラソン選手。
イロモノ大王の命令によりエリカを捕まえるべく立ちはだかるが、昔の癖をついたエリカの誘導により、崖に落下してしまう。
名前はベン・ジョンソンをもじったもの。
イロモノ大王（-　だいおう）
イロモノ帝国の総帥にして、恐るべき超イロモノ的存在。浴びた人間をイロモノに変貌させてしまうイロモノα光線を操る。
「馬鹿らしくもハッピーな世の中を作る」ことを信条として全日本人の総イロモノ化を推進する「暗黒イロモノ天国の乱」を企てており、イロモノの素質に秀でたエリカに協力させようともくろんでいる。
非常に特徴的な格好をしており、タンクトップのシャツとフリルスカートを履き、ちょんまげ、メガネ（鼻付きメガネ？）を付け、さらに股間にはイロモノギャロップという馬の首を付けている。その上、武装として日本刀を所持している。

### その他
西園寺トミコ（さいおんじ　-）
エリカの祖母。日本有数の大財閥「西園寺家」の長老。
己の寿命があとわずかなことを悟り、3人の娘に「3ヶ月間で自分の名を挙げる仕事をした者を後継者とする」と告げる。
西園寺シズカ（さいおんじ　-）
エリカの長姉。若くして数十の会社を束ねる天才実業家。
西園寺レイカ（さいおんじ　-）
エリカの次姉。数々の特許と博士号を持ち、天才の名をほしいままにしている。
真実イチロウ（しんじつ　-）
芸能界の生き字引であり、アイドル追っかけの長老でもある占い師のおじいさん。見た目がドラキュラ風だが、真実星実の祖父である。
エリカのアイドルとしての素質を見抜き、彼女を芸能界に導こうとする人物。
ミホ
エリカの乳母。エリカが西園寺家の跡目争いの土俵に立てるよう、歌の素質を活かしてアイドルの道に進むことを助言し、イチロウを引き合わせた。
べこいち名人
秋葉原にて、ミサトとパソコン勝負をしていた人。コネを使って、自分に有利なパスワードを設定していたため、ミサトは負けそうになるが、エリカの妨害により敗退する。
ちなみに実在の人物をモデルにしている。
みやこカルミ
5年前に引退した演歌歌手で、現在行方不明。
居場所を突き止め、弟子入りを懇願するエリカに無理難題を吹っ掛けるも、彼女と仲間たちの機転によって弟子入りを認め、ミラクルボイスを開眼させた。同時に、イロモノ大王の存在を教え気を付けるように警告した。
名前は演歌歌手の都はるみから。

## 音楽

### 主題歌
君はホエホエ娘
- 作詞：河崎実 作曲：見里朝生

本作の代表曲。歌詞は支離滅裂かつ意味不明なものであるが、これは作詞者の特異な感性のみならず、歌詞中に円谷一・河崎実・成田亨の名前を織り込んでいるためでもある。それもあって、萌えソング・電波ソングの始祖としても言及される。河崎実は、奇天烈な歌詞は同時期に作詞した地球防衛少女イコちゃんの歌詞が元になっていると語っている。
桃井はるこのチップチューンアルバム『ファミソン8BIT』で初ボーカル化された。さらに、2011年、作曲家の見里朝生ら『アイドル八犬伝』製作者たちにより、同じ桃井らを用いて、インディーズCD『アイドル八犬伝☆ホエホエとらっくす』が制作、販売された。

## スタッフ
- プロデューサー：ウルトラかんさい、KYOHEI SADA（禎清宏）
- 原案・シナリオ： アンドウ・オニギリ・ナオヒコ（安藤尚彦）
- シナリオ協力：はたひこさま、もりわきこうへいか（森脇広平）
- プログラム：うたげセットおおひら（大平浩）、キャプテンつぼはち、よゆうのよっちゃん（吉川聡）
- キャラクター・デザイン：こんどうざえもんのすけゆたかまる（近藤ゆたか）
- 音楽：KYOHEI SADA、TOMOO PSG MISATO（里見朝生）
- 作詞協力：リバートップ／河崎実
- アイデア協力：NAMECO SOUP（日高トモキチ）、カズーたきざわ、スタジオ・ハード・スタッフ、セザール・まつもと、アンデッド・かつた、エビナ・フミノスキー
- スペシャル サンクス：FROMAおはやし、GRIFFIN、ロッキーおかもと（岡本茂）、プリプリくんかわぐち、おおみなみ五だん

## 評価
- ゲーム誌『ファミコン通信』の「クロスレビュー」では5・7・7・5の合計24点（満40点）となっており[10][8]、レビュアーの意見としては、「簡単すぎてちょっと残念だったけど、ある意味で目からウロコが落ちてしまうゲーム体験でした」などと評されている[10]。

- ゲーム誌『ファミリーコンピュータMagazine』の読者投票による「ゲーム通信簿」での評価は以下の通りとなっており、19.34点（満30点）となっている[1]。同誌1991年5月10日号特別付録の「ファミコンロムカセット オールカタログ」では、「主人公エリカが、とってもかわいらしい」と紹介されている[1]。

| 項目 | キャラクタ | 音楽 | 操作性 | 熱中度 | お買得度 | オリジナリティ | 総合  |
| 得点 | 3.62       | 3.30 | 3.09   | 3.12   | 3.05     | 3.16           | 19.34 |

- ゲーム本『仰天B級ゲームの逆襲』（1998年、二見書房）では下記の評価を下しており、「昔のゲームにしては絵が見やすい」、「どう見てもお笑い系のゲームなのに、出てくるギャグのセンスが古い（中略）体の力が抜けていくようなフレーズのオンパレード」と評している[9]。

| 項目 | イマウケ度 | カルト度 | グラフィック | オリジナリティー | ハラダチ度 | インパクト |
| 得点 | 星5 / 5    | 星4 / 5  | 星2 / 5      | 星4 / 5          | 星4 / 5    | 星3 / 5    |

2007年のゲームサイド Wiiで配信して欲しいファミコンソフト読者投票では3位を獲得しており、十数年を経ても評価されている。

## ノベライズ
アイドル八犬伝 〜南の島の太陽と星〜
著者は衆堂ジョオ。イラストはうりも。発行は桜ノ杜ぶんこ（一二三書房）。2014年1月10日発売。
25年の時を超えて執筆されたノベライズでゲームの後日談にあたる。